# Himlens fånge
Himlens fånge ("El prisionero del cielo") är en spansk roman skriven av Carlos Ruiz Zafón, utgiven 2011. 2012 gavs den ut på svenska på Bonnier efter översättning av Elisabeth Helms
ISBN 978-91-0-012993-4

## Handling
Himlens fånge är den tredje boken om Daniel Sempere och hans vänner. Handlingen utspelar sig liksom i de tidigare böckerna  (Vindens skugga och Ängelns lek) i Barcelona.
Vi får följa Fermín Romero de Torres under 30-talets Spanska inbördeskriget samt under tidigt 50-tal.